# Discromia

Discromia causada por vitiligo.

Discromia (dis, distúrbio + cromia, cor) é o termo médico para qualquer alteração na pigmentação da pele.

## Classificação
Pode ser divida em quatro categorias:
- Hipercromia melânica: maior pigmentação causada pelas próprias células da pele. Chamado de eritema quando vermelho (eritro = vermelho).

Ex: Melasma, Nevus, Efélide.
- Hipocromia melânica: menos pigmentação causa pelas próprias células da pele, geralmente se tornando esbranquiçada ou bege;

Ex: Albinismo, Vitiligo e Piebaldismo. 
- Hipercromia não-melânica: maior pigmentação por fatores externos.

Ex: Tatuagem, carotenodermia, argiria (mancha causada pelo manuseio de prata).
- Hipocromia não-melânica: perda da cor natural da pele por fator externo.

Ex: Hemocromatose (intoxicação por ferro), amiloidose (má formação de proteínas),  

## Causas
Possui uma diversa quantidade de possíveis causas, dentre elas:
- Alimentação não saudável;
- Sono irregular;
- Danos diversos aos tecidos epiteliais;
- Exposição a luz solar prolongada sem a proteção adequada;
- Problemas genéticos;
- Distúrbios metabólicos;
- Doenças endócrinas;
- Envelhecimento natural;
- Componentes químicos prejudiciais entre outros.

Os sintomas, diagnóstico e tratamento dependem da causa.